# Johannes Philippus Backx

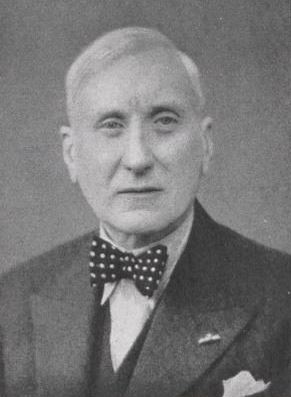
Burgemeester J.Ph. Backx (ca. 1939)

Johannes Philippus Backx (Wieringerwaard, 11 april 1886 – Den Haag, 12 oktober 1966) was een Nederlands politicus. 
Hij werd geboren als zoon van Johannes Philippus Backx (1849-1910; notaris) en Maria Gerdina Muijzert (1852-1936). Hij was eerste ambtenaar ter secretarie bij de gemeente Borculo voor hij begin 1916 de kort daarvoor overleden H. Bakker opvolgde als gemeentesecretaris van Nieuwleusen. Enkele maanden later volgde daar zijn benoeming tot burgemeester. In 1943 werd hij ontslagen waarna Nieuwleusen een NSB'er als burgemeester kreeg maar na de bevrijding keerde Backx terug als burgemeester. In 1950 werd hem op eigen verzoek ontslag verleend. Backx overleed in 1966 op 80-jarige leeftijd. 